# Leontyij Leontyjevics Bennigsen
Levin August Gottlieb Theophil (oroszul: Леонтий Леонтьевич Беннигсен), Bennigsen  grófja (1745. február 10. – 1826. december 3.) az Orosz Birodalom szolgálatában álló német tábornok.

## A hétéves háborútól az orosz szolgálatig
A hannoveri családba született Brunswickban és folyamatosan szolgált a hannoveri udvarban és gyalogsági tisztként végig harcolta a hétéves háborút. 1764-ben nyugállományba vonult a hannoveri hadseregből és belépett az orosz hadseregbe a Vjatka muskétás regimentbe 1773-ban.

## Orosz szolgálatban
Később a törökök ellen harcolt 1774–1778, alezredesi rangot szerzett. 1787-ben az ő vezetésével rohamozták meg Ocsakovot, így nyert dandártábornoki kinevezést és a Kościuszko felkelés idején valamint az 1796-os perzsa háborúban is kitüntette magát. 1794-ben a Szent György-kereszt harmadik fokozatát kapta, a Minszki kormányzóságot és vezérőrnagyi rangot a korábbi hadi teljesítményeiért.
1798-ban I. Pál orosz cár felmentette a katonai szolgálatból Platon Zubovval való kapcsolatai miatt. Aktívan részt vett a cár elleni összeesküvésben, ami I. Pál meggyilkolásához vezetett. I. Sándor orosz cár 1801-ben kinevezte Litvánia kormányzó-tábornokává, 1802-ben lovassági tábornoknak.

## A napóleoni háborúk idején

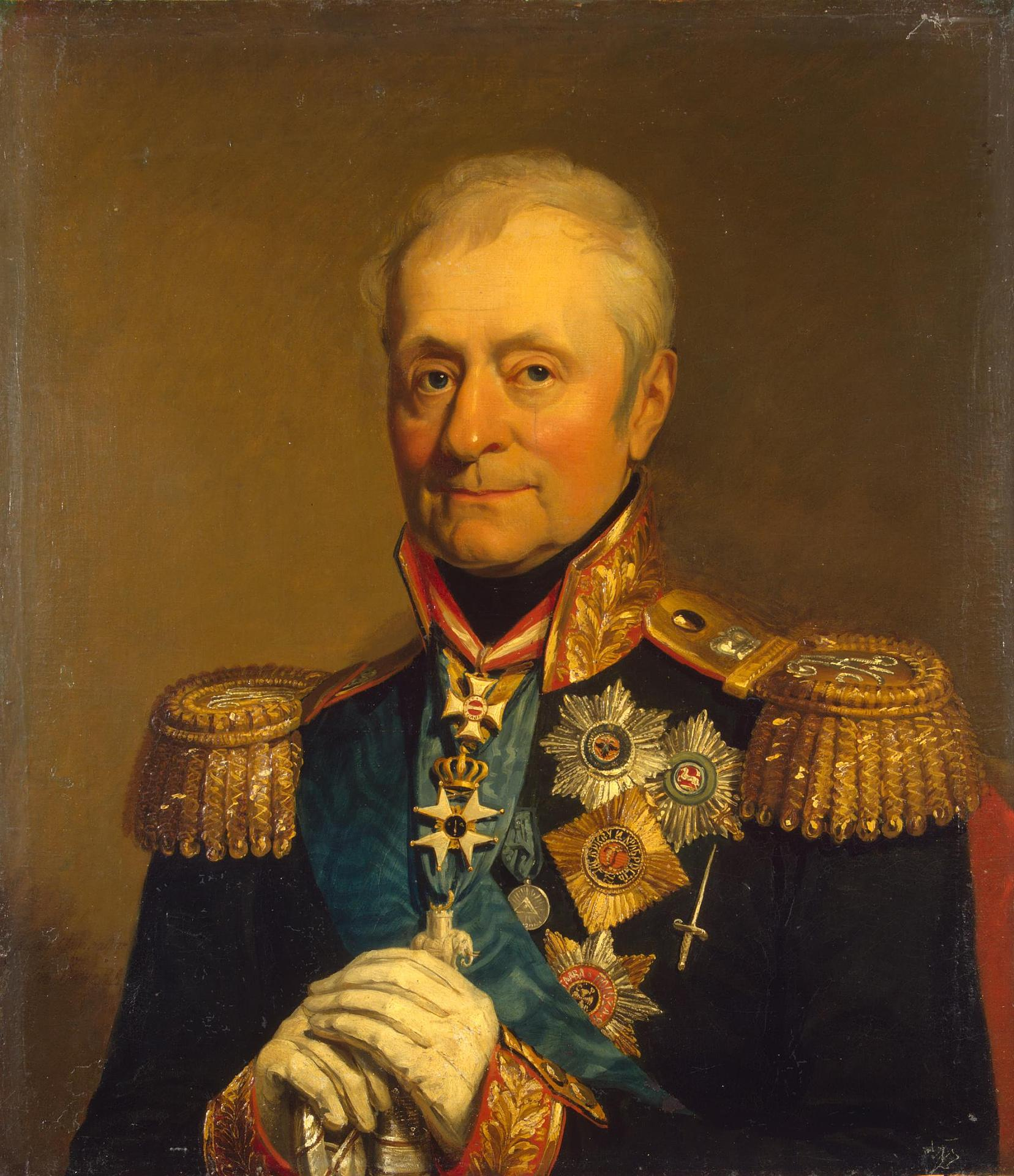
George Dawe portréja a tábornokról (Military Gallery)

1806-ban az orosz hadsereg az ő parancsnoksága alatt sorakozott fel Napóleon ellen a pułtuski csatában 1806. december 26-án, később az eylau-i véres csatában (1807. február 7–8.) az ő vezetése alatt próbálták megállítani a franciákat. A pułtuski csatában először legyőzte a Jean Lannes vezette francia erőket, de később meghátrált. Ezért a győzelemért kapta a Szent György-kereszt második fokozatát, az eylau-i csatáért pedig a legmagasabb orosz kitüntetést, a Szent András-rendjelet. Megpróbált fájdalmas csapást mérni Napóleonra, de hat hónappal később megsemmisítő vereséget szenvedett a friedlandi csatában 1807. június 14-én, ami a tilsiti békéhez vezetett.
A csata miatt erősen kritizálták, és „haditudásának csökkenése miatt” nyugállományba helyezték néhány évre, de az 1812-es hadjárat idején ismét felelős katonai pozíciókba helyezték. Ott harcolt a borogyinói csatában, a tarutyinói csatában, ahol maga is megsebesült a lábán,  legyőzte Murat seregét. De vitába keveredett Kutuzovval, az orosz főparancsnokkal, aki visszavonulásra kényszerítette az aktív katonai szolgálatból. Csak Kutuzov halála után került vissza az orosz katonai vezetésbe. Részt vett a bautzeni és a lützeni csatákban, ő vezette a lipcsei csatában a döntő ütközetben az egyik hadoszlopot 1813. október 19-én. I. Sándor grófi címet adományozott neki. Ezután Észak-Németországban vonult fel  Davout marsallal szemben az  ostromlott Hamburghoz . A fontainebleau-i béke után megkapta a Szent György-rend első fokozatát.
A háborúk után még 1815–1818 között parancsnokként szolgált, ezután visszatért hazájába, Bantelnbe, és lemondott az aktív katonai szolgálatról. Élete végére teljesen elveszítette a látását. 81 évesen hunyt el.

## Művei
- Gedanken über einige Kenntnisse, dei einem Offizier der Cavallerie vorzüglich nöthig sind (Riga 1794, új kiadás Vilna, 1801)
- Mémoires. Charles-Lavauzelle, Paris, 1907

## Külső hivatkozások
- http://www.kislexikon.hu/bennigsen.html [Tiltott forrás?]